# Paróquia Nossa Senhora da Imaculada Conceição
A Paróquia Nossa Senhora da Imaculada Conceição é uma circunscrição eclesiástica católica brasileira sediada no município de Pará de Minas, no interior do estado de Minas Gerais. Faz parte da Diocese de Divinópolis, estando situada na Forania Nossa Senhora da Piedade.
Foi criada a partir da antiga Comunidade Santa Edwiges em 25 de março de 2000, ao se desmembrar da Paróquia São Francisco de Assis, e sua sede está situada no bairro Providência.